# Блуфилд (Западная Виргиния)
Блуфилд (англ. Bluefield) — город в штате Западная Виргиния США. Он является самым крупным городом округа Мерсер и 14-м по населению в штате. В 2010 году в городе проживало 10 447 человек. Город находится на южной границе штата и является центром метрополитенского ареала Блуфилд на территории штатов Виргиния и Западная Виргиния, население которого 107 342 человека.

## Географическое положение
Блуфилд находится в горах Аппалачи на юге штата Западная Виргиния, на его границе со штатом Виргиния. Расположен между реками Блустоун и Ист-Ривер возле горы Ист-Ривер. Полная площадь города — 22,95 км². Блуфилд граничит с одноимённым городом в Виргинии, они вместе с другими 10 населёнными пунктами образуют межштатную Метрополию Блуфилд.

## История
Город был инкорпорирован в 1889 году. Рост города в конце XIX века — начале XX века был связан с развитием в южной Западной Виргинии угольной промышленности. В город была проведена железная дорога, построены банки, склады угольной компании. К 1910 году население Блуфилда превысило 10 000 человек, а к 1950 году в городе проживало более 20 000. Соседний город в штате Виргиния, Грэхем, переименовали в Блуфилд. Был создан метрополитенский ареал Блуфилд на территории штатов Виргиния и Западная Виргиния, население которого 107 342 человека. В ареал входит 13 населённых пунктов.

## Население
По данным переписи 2010 года население Блуфилда составляло 10 447 человека (из них 46,8 % мужчин и 53,2 % женщин), 4643 домашних хозяйств и 2772 семей. Расовый состав: белые — 73,7 %, афроамериканцы — 23,0 %, коренные американцы — 0,3 %, азиаты — 0,5 и представители двух и более рас — 2,3 %.
Из 4643 домашних хозяйств 59,7 % представляли собой совместно проживающие супружеские пары (22,0 % с детьми младше 18 лет), 40,3 % не имели семьи.
В среднем домашнее хозяйство ведут 2,21 человек, а средний размер семьи — 2,83 человека. Доля лиц старше 65 лет — 19,2 %. Средний возраст населения — 43,1 лет. Медианный доход на семью составлял $34 223.
Динамика численности населения:
|  |

## Климат
Блуфилд — горный город с субтропическим муссонным климатом. Климат города характеризуется относительно высокими температурами и равномерным распределением осадков в течение года. Летом он находится под влиянием влажного, морского воздуха с океана. Лето обычно является более влажным, чем зима. Средняя температура в году — 11,5 °C, самый тёплый месяц — июль (средняя температура 21,6 °C), самый холодный — январь (средняя температура −0.1 °C). Максимальная зафиксированная в городе температура — 35,6 °C была зафиксирована в июле.
| Показатель                       | Янв.  | Фев.  | Март  | Апр. | Май  | Июнь | Июль | Авг. | Сен. | Окт. | Нояб. | Дек. | Год   |
| -------------------------------- | ----- | ----- | ----- | ---- | ---- | ---- | ---- | ---- | ---- | ---- | ----- | ---- | ----- |
| Абсолютный максимум, °C          | 22,2  | 23,9  | 28,3  | 31,1 | 31,7 | 32,8 | 35,6 | 35   | 33,9 | 31,1 | 27,2  | 23,3 | 35,6  |
| Средний суточный максимум, °C    | 4,4   | 6     | 11,3  | 17,3 | 21,3 | 24,7 | 26,2 | 25,8 | 22,6 | 17,4 | 11,9  | 6,2  | 16,3  |
| Средняя температура, °C          | −0,1  | 1,4   | 6,3   | 11,9 | 16,1 | 19,8 | 21,6 | 21,2 | 17,9 | 12,4 | 7,2   | 1,9  | 11,5  |
| Средний суточный минимум, °C     | −4,4  | −3,2  | 1,2   | 6,4  | 10,9 | 15   | 16,9 | 16,6 | 13,2 | 7,4  | 2,6   | −2,3 | 6,7   |
| Абсолютный минимум, °C           | −29,4 | −22,8 | −18,9 | −9,4 | −4,4 | 2,8  | 4,4  | −6,7 | −1,1 | −7,8 | −13,9 | −25  | −29,4 |
| Среднее число дней с осадками    | 14    | 13    | 14    | 13   | 14   | 13   | 13   | 10   | 9    | 9    | 11    | 13   | 146   |
| Норма осадков, мм                | 72    | 69    | 88    | 86   | 104  | 96   | 108  | 84   | 79   | 68   | 68    | 73   | 995   |
| Среднее число дней с заморозками | 23,7  | 20,3  | 14,4  | 4,8  | 0,3  | 0    | 0    | 0    | 0    | 2,7  | 11,2  | 21   | 98,4  |
| Источник: Погода и климат        |       |       |       |      |      |      |      |      |      |      |       |      |       |